# إطلاق النار في فليكا إيفانتشا
هي عملية اطلاق النار وقعت في القرية الصربية فليكا إيفانتشا في الساعات الأولى من 9 أبريل 2013. وقتل فيها ثلاثة عشر شخصا وجرح ثلاثة آخرين بما في ذلك مطلق النار.ا شارت مصادر في الشرطة الصربية على اقدام رجل في الستين من عمره على إطلاق النار على زوجته وابنه وعدد آخر من جيرانه.مجزرة فليكا إيفانتشا الدموية هي أكثر المجزر الدموية التي شهدت البلاد منذ نهاية حرب يوغسلافيا.